# マンディブラリスフタマタクワガタ
マンディブラリスフタマタクワガタ（Hexarthrius mandibularis）は、昆虫綱甲虫目クワガタムシ科フタマタクワガタ属に分類されるクワガタムシ。
ノコギリクワガタ属のギラファノコギリクワガタ Prosopocoilus giraffa と双璧をなす世界最大のクワガタムシである。スマトラ島産の亜種 H. m. sumatranus Mizunuma, 1994 の最大個体は、2002年に採集された体長118.5 mmのオス成虫であるが、これは野外で採集されたクワガタムシの公式記録としては世界最長とされていた。その後、2023年時点では最大個体は119.5 mmとされている。

## 学名の由来
学名の種小名である mandibularis は「大あごの」という意味である。

## 分布
ボルネオ島・スマトラ島に分布する。

## 形態
オスの体はほぼ黒色だが、稀に上翅の後半部と脚が褐色味がかる個体もいる。大顎はほぼ真っ直ぐに長く伸び、基部と先端部のみ緩く湾曲する。大あご内側には細かい鋸歯が一様に並び、大あごの中央付近には最大内歯がある。
キルヒナーフタマタクワガタ H. kirchneri kirchneri Schenk, 2003 は本種のオスとパリーフタマタクワガタのメスから生まれた雑種と考えられている。また、本種とリノケロスフタマタクワガタの雑種も確認されている。

### 亜種
以下の2亜種が知られているが、スマトラ島産亜種を原名亜種（ボルネオ島産）のシノニムとする説もある。
- H. m. mandibularis Deyrolle, 1881 - ボルネオ島に分布する原名亜種[3]。体長はオスが48.8 - 112.0 mm、メスが41.5 - 52.4 mmである[3]。飼育下における最大個体は107.7 mm[7]。

オスの大顎の内歯は、中央よりわずかに基部寄りに出る。
ボルネオ島の広範囲に分布し、主に標高1,000 m以上の広葉樹林外縁部で、3月下旬から10月下旬にかけて発生する。灯火にも飛来する。サラワク州西部産はややスマトラ亜種に近い雰囲気があるとされる。
- H. m. sumatranus Mizunuma, 1994 - スマトラ島に分布する亜種[3]。体長はオスが48.8 - 118.5 mm、メスが52.0 mm[3]。飼育下における最大個体は111.6 mm[7]。

基産地はスマトラ島南部のランプン州で、亜種名 sumatranus は生息地のスマトラ島に由来する。
原名亜種に比べ、オスの大顎の最大の内歯がより前方（中央寄り）に位置し、大顎先端から内歯までの距離は短くなっている。

## 生態
熱帯雨林に多く生息。成虫は夜行性だが、暗い熱帯雨林に住む為、昼間に活動する事もある。
成虫の食性としては主にラタンヤシ（ヤシの一種）などの樹液を、幼虫はそれらの朽ち木等の腐植質を食べる。
近年の分子系統解析の結果、本種を含むフタマタクワガタ属はノコギリクワガタ亜族に分類され（荒谷、2017）、基本的に幼虫の食性は白色腐朽材である。白色腐朽材食性の種では、材の状態や部位に対して微妙な選好を示す事が多いが、本種の選好性は明らかになっていない。
長大な大顎を持ち、挟む力も強い。その気性の荒さと戦闘性から、しばしば強豪クラスのクワガタムシの一つに名前を挙げられる。反面、戦闘が膠着状態になると戦意を喪失しやすいというメンタルの弱さもあり、長期戦は苦手。一度戦意喪失してしまうと、それが回復しにくいのが弱点とされている。

## 生活史
生後6-9ヶ月で蛹になる。オスよりもメスの方が幼虫期間は短い。蛹化後1ヶ月程で羽化し成虫になる。成虫の寿命は6-8ヶ月。

## 飼育
ペットとして飼育されることもあり、日本にも輸入されている。主に亜種H. m. sumatranusが流通する。スタイルがよく、大きいことで人気の種だが、非常に性質が荒く同種他種問わず争い殺すこともあるため、単独飼育が原則である。
大顎で挟む力が非常に強い種であり、特に中央の内歯で挟まれると非常に痛く、人の皮膚も容易に貫通させて出血させる程で、世界最長のノコギリクワガタとして知られるギラファノコギリクワガタや、パラワンオオヒラタクワガタなどの大型のヒラタクワガタ類やアルケスツヤクワガタのようなツヤクワガタ類、コーカサスオオカブトなどの強豪クラスのクワガタやカブトムシにも戦いを挑む程の攻撃性を持つだけではなく、オスがメスを殺してしまう事もあるので、飼育環境下での繁殖の際には、雄の大顎にチューブをつける・ワイヤーでくくるなどの工夫が必要である。野外で採集されたメス成虫は、多くの場合交尾が済んでいるので、通常は交尾させなくとも産卵させることが可能である。産卵の際には、堅くつめた発酵マットの上に朽木を置くとよい。市販のホダ木にも産むが、カビが生えると卵が孵化しないなどの不都合があるため、これを避けるために市販のバクテリア材や植菌材を使うという方法もある。
白色腐朽材食性の種であるため、幼虫飼育は菌糸ビンでも発酵マットでも可能である。しかし、本種が最も好む腐朽の程度は明らかでなく、菌糸の有無が成長に与える影響についても明らかでない。このため、愛好家によって大型の個体に育てるための方法が模索されているが、確立していない。
更に本種はオスはともかく、メスは他のフタマタクワガタ類（特にセアカやリノケロスなど）との見分けが付きづらく、輸入される際に他種のメスと混同されてしまうケースもあり、そうした事も飼育繁殖を難しくしているといわれる。